# مصطفى سحنون
مصطفى سحنونكاتب أغاني وموسيقي وقائد ومجاهد سابق وأحد الفنانين الرئيسيين في فرقة جبهة التحرير الوطني من مواليد في 27 يناير 1937 في الجزائر
في عام 1957اعتقل مصطفى سحنون كغيره من الجزائريين وتعرض للتعذيب على يد الاستعمار الفرنسي في ثار الفنانون الجزائريون من جانبهم واستنكروا بصرخاتهم فظائع فرنسا الاستعمارية من زنزناتهم

## أعماله
- "قلبي يا بلادي لا ينساك" كتابة مصطفى تومي وألحان سحنون.[3]
- وجعفر بك "أدّيناها" من ألحان سحنون.